# Tera Pretu
Tera Pretu – miejscowość (plaats) i osada (buurt) w dystrykcie Bandabou, w kraju autonomicznym Curaçao, należącym do Holandii, w Ameryce Południowej. 20 października 2023 r. liczyła 202 mieszkańców. 

## Osady
Dwie osady (buurt) wchodzą w skład miejscowości:
| Lp. | Nazwa      | Powierzchnia km² | Liczba mieszkańców |
| --- | ---------- | ---------------- | ------------------ |
| 1.  | San Mango  |                  | 152                |
| 2.  | Tera Pretu | 9,59             | 139                |